# Irritant-induced asthma
Irritant-induced asthma is een longaandoening die ontstaat door blootstelling aan prikkelende stoffen in de lucht. Het "klassieke" beroepsastma wordt veroorzaakt door sensibilisatie van het immuunsysteem voor een allergeen. Dit kan een type 1-allergie betreffen maar ook een vorm die pas na een zekere latentieperiode (enige uren tot een dag) na de blootstelling optreedt. 
Hiernaast bestaat ook beroepsastma zonder latentie, waarbij het mechanisme niet allergisch is. Dit wordt gekenmerkt door een niet-specifieke bronchiale overgevoeligheid, welke ontstaat als gevolg van een inhalatietrauma. De astmatische reactie wordt niet uitgelokt door contact met specifieke producten of de substantie die de schade heeft veroorzaakt. De meest bekende aandoening, astma na een acuut inhalatietrauma, is reactive airways dysfunction syndrome (RADS).
Het is echter ook mogelijk om een longfunctiebeperking te ontwikkelen door chronische of herhaalde blootstelling aan hoge doses van prikkelende stoffen. In zulke gevallen spreekt men van irritant-induced asthma. 